# 루이제 라이너
루이제 라이너(독일어: Luise Rainer, 1910년 1월 12일 ~ 2014년 12월 30일)는 독일 출신의 배우이다. 1920년대말부터 배우의 일을 시작해 25세에 미국에 귀화했다. 영화 《위대한 지그펠드》와 《대지》로 미국 아카데미상 여우주연상을 2년 연속 수상했다. 아카데미상 역사상 최초의 2년 연속 수상이라는 영광이었지만 이후로 큰 성공을 거두지 못했다. 1937년 각본가 클리퍼드 오데츠와 결혼했지만 3년만에 이혼하고 로버트 니텔(Robert Knittel)과 재혼해 딸을 낳았다.

## 주요 작품
- 《위대한 지그펠드》(1936)
- 《대지》(1937)
- 《그레이트 왈츠》(1938)

## 수상 경력
- 1936년 뉴욕 영화 비평가 협회 - 여우주연상
- 1937년 미국 아카데미상 - 여우주연상
- 1938년 미국 아카데미상 - 여우주연상

## 같이 보기
- 아카데미상 최고 기록 목록